# Anita Kravos
Anita Kravos, pravo ime Antonella Cerminara, italijanska gledališka, televizijska in filmska igralka, * 1974, Trst, Republika Italija
Prejela je več nagrad, med njimi nagrado L.A.R.A. (mednarodni filmski festival v Rimu) za vlogo Sonie v filmu Alza la testa in nagrado za najboljšo igralko (in par belih »čeveljčkov«) iz rok Nannija Morettija na njegovem festivalu novincev italijanskega filma Bimbi Belli v Rimu za vlogo Claudie v filmu Come l'ombra. V Sloveniji je pritegnila pozornost osrednjih medijev, ko je film Neskončna lepota, v katerem je igrala stransko vlogo, leta 2014 dobil oskarja za najboljši tujejezični film.
Čeprav je italijanska državljanka, je ponosna na slovenske korenine, znanju slovenščine pripisuje zasluge za svojo miselno prožnost in dobro znanje ruščine. Film Prehod primorskega režiserja Borisa Palčiča je bil njen prvi slovenski film, tudi s slovenskim filmom Zgodbe iz kostanjevih gozdov in italijansko-slovenskim filmom Rosa in Igor ostaja profesionalno povezana s slovenskim območjem ob meji z Italijo in s slovensko manjšino v Italiji. Je članica Italijanske filmske akademije David di Donatello (it. Accademia del cinema italiano - Premi David di Donatello) in Evropske filmske akademije (EFA).

## Mladost
Rodila se je leta 1974 v Trstu kot Antonella Cerminara materi Anni Kravos, pripadnici slovenske manjšine iz Gorice in očetu Agostinu, Italijanu iz Kalabrije. Dedek po materini strani se je preselil iz socialistične Jugoslavije v Italijo zaradi sorodnikov in za sabo pustil mlin in kmetijo. Anitina starša sta se spoznala, ko je oče služil vojaški rok v Gorici.
Ko je bila stara tri leta, se je družina zaradi očetovega dela karabinjerja preselila v Škrlje, zaselek v Sovodnju pri Gorici, občini ob meji s Slovenijo. V Sovodnju je obiskovala slovenski vrtec in slovensko Osnovno šolo Peter Butkovič.
V Gorici je obiskovala nižjo srednjo šolo Locchi (it. Scuola secondaria di primo grado "V. Locchi") in višjo srednjo šolo, jezikovni licej Paolino D'Aquileia (it. Liceo “Paolino d’Aquileia”).
Kot otrok je igrala violino.
Z igralstvom se je srečala že v vrtcu, v osnovni šoli je obiskovala tečaj, na katerem je spoznavala prvine gledališke igre. V tem času je s sošolci veliko javno nastopala, tudi z igranjem instrumentov.
Obiskovala je gledališke delavnice Walterja Mramorja, laboratorij Teatro-Giovani v okviru njegovega zavoda Artisti Associati di Gorizia (zdajšnje ime a.ArtistiAssociati), ki je ustvaril gledališko predstavo Questa nostra piccola città, v kateri je imela pri šestnajstih prvi gledališki nastop.
Kasneje je povedala, da je človekov zgodnji stik z umetnostjo najpomembnejša izkušnja v njegovem življenju.

## Študij
Na Univerzi v Benetkah (it. Università Ca’ Foscari) je študirala nemščino in ruščino, medtem je štiri leta (1993 - 1997) obiskovala beneško gledališko šolo Scuola di recitazione Giovanni Poli, ki deluje v okviru gledališke skupine Teatro a l'Avogaria, in dokončno spoznala, da si želi biti igralka.Tam je igrala v predstavah commedia dell'arte, po študiju v Rusiji ne več.
Leta 1998 je v narodnostno mešani skupini igralcev opravila izpopolnevanje na tečaju Ecole des Mâitres, ki so ga organizirali Centro Servizi e spettacoli iz Vidma (zdajšnje ime Teatro stabile di innovazione del Friuli Venezia Giulia), ETI iz Rima (it. Ente Teatrale Italiano) in ostale organizacije. Z režiserjem Matthiasom Langhoffom so postavljali Bakhantke dramatika Evripida. Ker je bila edina Italijanka, ki je znala rusko, je delala tudi z ruskimi igralci in med njimi sta bila asistenta Vassilija I. Skorika, profesorja igre in režije na Ruski akademiji oz. inštitutu za gledališko umetnost - GITIS (rus. Российский институт театрального искусства — ГИТИС, danes pogosteje RATI oz. RATI-GITIS) v Moskvi. Zaključna predstava delavnice v ruskem teatru Taganka je bila tako hkrati tudi njena avdicija za sprejem na akademijo.
Tik pred diplomo iz jezikov je odšla v Moskvo, kjer je od leta 1998 do leta 2000 obiskovala 3. in 4. letnik gledališke igre na GITIS-u. Čeprav je njeno mamo skrbelo zaradi takratnih bombnih napadov v nekaterih ruskih mestih, sama ni imela težav. Zanjo je bilo šolanje na tej ustanovi dar iz nebes. Študij je bil zahteven, vadili so v muzeju Stanislavski v dvorani štirih stolpcev. Živela je skromno, tako kot njeni kolegi je jedla predvsem kašo in krompir.
Potem je na Univerzi v Benetkah diplomirala iz ruščine. V diplomski nalogi je na podlagi svoje izkušnje pisala o metodi poučevanja dramske igre v ruski šoli na lasten predlog, ki ga je profesor Skorik sprejel.
Za Kravosovo je Moskva srce slovanske kulture, ruski pristop k igri pa za razliko od italijanskega bolj poglobljen in spiritualen.

## Igralska kariera

### Zgodnji začetki in prva filmska vloga
Po končanem študiju leta 2000 so ji ponudili delo v nekem gledališču v Moskvi, vendar ga je zavrnila zaradi nizke plače in slabih življenjskih razmer. Voda iz pipe je bila namreč zdravstveno oporečna, prekuhavanje ni pomagalo, ustekleničena voda, ki so jo predlagali zdravniki, pa je bila zelo draga.
Preselila se je v Rim, kjer je med drugim prodajala sladoled na trgu Campo de' Fiori in delala kot tajnica v igralski agenciji, poskušala je delati tudi v zvezi z jeziki. Hotela je biti gledališka igralka, vendar njen študij na GITIS-u v Rimu ni pomenil nič. V tem obdobju je iz nemščine v italijanščino prevedla roman Franziska Linkerhand Brigitte Reimann.
V svet filma je vstopila z vlogo ukrajinske/ruske prostitutke Mire v filmu Saimir režiserja Francesca Munzija iz leta 2005. Njen kolega in asistent pri pripravah za ta film ji je namreč predlagal, naj mu pomaga poiskati stranske igralce slovanskega in albanskega rodu. Režiser Munzi jo je opazil in ji ponudil vlogo.

### Prodor v svet igralstva s filmomCome l'ombrain izbira umetniškega imena
Ta vloga Ukrajinke/Rusinje je vplivala na to, da se je prijavljala za vloge slovanskih žensk in pomočnic. Prijavila se je tudi na avdicijo za stransko vlogo ukrajinke Olge v filmu Come l'ombra (Kot senca, 2006), ki je bil posnet z minimalnimi sredstvi in brez podpore države, vsak sodelujoči pri tem projektu pa je bil tudi producent in vlagatelj. Njegova režiserka Marina Spada je Kravosovo poklicala na avdicijo, ker je ta študirala v Moskvi, nato pa ji je dodelila vlogo Claudie, ki je bila tudi Anitina prva glavna vloga.
Na festivalu Bimbi belli, kjer je za ta vlogo v tem filmu prejela nagrado, jo je opazil režiser Alessandro Angelini in ji ponudil vlogo transeksualca Sonie v filmu Alza la testa (Dvigni glavo, 2009), v katerem je sodelovala z znanim italijanskim igralcem Sergiom Castellittom (leta 2000 je igral patra Pija v istoimenski dvodelni televizijski miniseriji).
S filmom Come l'ombra je povezano tudi njeno umetniško ime, dobila ga je namreč po koncu snemanja, ko so film leta 2006 predstavljali na Beneškem filmskem festivalu. Izbrala ga je na predlog režiserke Spadove, ki se ji je Anitino rojstno ime zdelo predolgo. Dobila ga je iz materinega imena: manjšalnici imena Anna je pridala dekliški priimek Kravos. Meni, da je njeno umetniško ime lažje razumljivo, se bolje vidi na plakatih in je primernejše za igralski poklic. Zaradi njega naj bi tudi imela več dela.
Film Come l'ombra je Kravosovi prinesel sedem festivalskih nagrad in zagnal njeno kariero. Takrat je začela sebe resno jemati kot igralko.
Leta 2007 je na novinarsko vprašanje, zakaj dobiva toliko temačnih vlog (morilke, teroristke) je odgovorila, da morda zato, ker je podobne igrala že prej.

### Alza la testa,Neskončna lepotain danes
V pripravah na vlogo transeksualca Sonie v filmu Alza la testa je na pobudo režiserja Angelinija obiskala ljudi, ki so prestali operativno spremembo spola, kar zanjo ni bilo lahko.
V filmu Neskončna lepota (La grande bellezza, 2013) režiserja Paola Sorrentina je odigrala stransko vlogo samotarske in neracionalne umetnice Talie Concept, ki se med rimskimi ruševinami gola, z belo tančico in sliko srpa in kladiva na mednožju, zaleti v zid. Po predstavi ima glavni lik v filmu, pisatelj in novinar Jep Gambardella, z njo intervju in jo spravi v jok.
Na avdicijo za ta film jo je poklical Sorrentino, ki ji ni hotel povedati, kdo je navdihnil lik Talie. Ni ji pokazal celega scenarija, ampak le njen del. Videla je, da njen prizor kljub goloti ne bo pohujšljiv. S tem ni imela težav in svoje telo je videla kot del scenografije. Čeprav je njen nastop v filmu kratek, je vzel en dan snemanja.
Zaradi predstavljanja Neskončne lepote je veliko potovala, česar je bila na koncu sita, čeprav jo je ravno to pritegnilo k igralskemu poklicu.
V televizijski seriji Romanzo famigliare (2018), družinski sagi TV mreže RAI, igra Natalijo, nekdanjo varuško in bogataševo novo ženo, ki je v sporu s svojo pastorko. Kravosovi je ta vloga predstavljala preobrat pri njenih 42-ih letih in konec vrste kratkih, a zapletenih in intenzivnih vlog.

## Javna podoba in delovanje
Obiskala je svojo nekdanjo osnovno šolo in gimnazijo Nova Gorica, ko je ta s premiero svoje gledališke predstave predstavila čezmejno gledališko delavnico T-Studios.
Je botra projekta Trieste SottoSopra, ki deluje pod okriljem Centra za promocijo teritorija tržaške pokrajine in se je zagnal leta 2014.
Od leta 2012 poučuje na šoli za terapijo z umetnostjo "Faber" v Neaplju in v Laboratoriju za filmsko umetnost (LAC) Alessandra Colizzija v Rimu, ulica Carlo Emery, 47, 00188 Roma RM.
Bila je v žiriji za nagrado za mlade avtorje, "Marc’Aurelio Esordienti", ki so jo na mednarodnem filmskem festivalu v Rimu leta 2011 podelili drugič. Leta 2014 je bila članica žirije na mednarodnem filmskem festivalu Ortigia v Sirakuzah in na filmskem festivalu v Galliu.
Leta 2011 je drugič obiskala 2. festival evropskega filma VOICES v Vologdi v Rusiji in vodila njegovo slovesno otvoritev. Leta 2014 je bila častna gostja festivala italijanskega filma v Bakuju v Azerbajdžanu, kjer je predstavljala film Neskončna lepota in tamkajšnji mediji so jo takrat označili za novo italijansko filmsko zvezdo.
O sebi pravi, da je družabna in da rada komunicira z novinarji, igralskimi kolegi in kritiki. Slovenski novinarji so jo ob neki priložnosti opisali kot osebo, ki vidno uživa, ko je na odru in v središču pozornosti.

## Zasebno življenje
Od malega občuduje igralko Monico Vitti. Poleg italijanščine govori še slovensko, rusko, angleško, nemško in francosko. Visoka je med 168 in 172 cm. Je ljubiteljica čevljev, športa in dobre hrane.

## Nagrade in nominacije
| Leto | Naslov nominiranega filma | Nagrada                                                  | Kategorija                    | Dogodek                                                             | Rezultat   | Sklici in opombe                                                                                |
| ---- | ------------------------- | -------------------------------------------------------- | ----------------------------- | ------------------------------------------------------------------- | ---------- | ----------------------------------------------------------------------------------------------- |
| 2010 | Alza la testa             | David di Donatello                                       | najboljša stranska igralka    | 54. podelitev nagrad Italijanske filmske akademije                  | Nominacija | [ 63 ] [ 64 ]                                                                                   |
| 2010 | Alza la testa             | Ciak D'Oro (zlata klapa)                                 | najboljša stranska igralka    | 25. Podelitev nagrad italijanske filmske revije Ciak                | Nominacija | [ 65 ] [ 66 ]                                                                                   |
| 2009 | Alza la testa             | L.A.R.A. (Libera Associazione Rappresentanti di Artisti) | najboljši italijanski igralec | 4. Mednarodni filmski festival v Rimu                               | Da         | [ 5 ] [ 67 ]                                                                                    |
| 2008 | Come l'ombra              | najboljša igralka                                        | najboljša igralka             | 10. festival italijanskega filma v Ajacciu, Francija                | Da         | [ 68 ]                                                                                          |
| 2007 | Come l'ombra              | najboljša igralka                                        | najboljša igralka             | 7. Neodvisni filmski festival Foggia, Italija                       | Da         | [ 69 ]                                                                                          |
| 2007 | Come l'ombra              | najboljša igralka                                        | najboljša igralka             | 4. Filmski festival Bimbi Belli, Rim                                | Da         | festival debitantov italijanskega filma; par malih belih čevljev znamke Kickers za Anito Kravos |
| 2007 | Come l'ombra              | najboljša igralka                                        | najboljša igralka             | 1. Festival italijanskega filma Nouvel Air, Pariz                   | Da         | [ 71 ] [ 72 ]                                                                                   |
| 2007 | Come l'ombra              | najboljša igralka                                        | najboljša igralka             | 11. Filmski festival Gallio, Vicenza, Italija                       | Da         | [ 73 ] [ 74 ]                                                                                   |
| 2007 | Come l'ombra              | najboljša igralka                                        | najboljša igralka             | 3. Festival v Santa Marinelli, Italija                              | Da         | [ 75 ] [ 76 ]                                                                                   |
| 2006 | Come l'ombra              | najboljša igralka                                        | najboljša igralka             | 2. Festival italijanskega filma "La vita à cinema" v Monsu, Belgija | Da         | [ 77 ] [ 78 ]                                                                                   |

## Filmografija

### Film
| Naslov                                   | Leto izida         | Vloga                             | Režiser                                             | Opombe               | Sklici                      |
| ---------------------------------------- | ------------------ | --------------------------------- | --------------------------------------------------- | -------------------- | --------------------------- |
| Rosa in Igor                             | v (post)produkciji | starejša hči Nadia                | Katja Colja                                         |                      | [ 79 ] [ 80 ] [ 17 ]        |
| Zgodbe iz kostanjevih gozdov             | 2019               | N/A                               | Gregor Božič                                        |                      | [ 16 ] [ 17 ]               |
| Rosso Istria (Red Land)                  | 2019               | N/A                               | Maximiliano Hernando Bruno                          |                      | [ 81 ]                      |
| Peccatrice                               | 2019               | Lucijina mama                     | Karolina Porcari                                    | kratki film          | [ 82 ]                      |
| Sadie (Compulsion)                       | 2018               | Thelma                            | Craig Goodwill                                      |                      | [ 83 ]                      |
| Nome di donna                            | 2018               | Alina                             | Marco Tullio Giordana                               |                      | [ 84 ]                      |
| Resina                                   | 2018               | Marijina mama                     | Renzo Carbonera                                     |                      | [ 85 ] [ 86 ]               |
| L'età imperfetta                         | 2017               | Clarissa                          | Ulisse Lendaro                                      |                      | [ 87 ]                      |
| Terapia di coppia per amanti             | 2017               | Elena                             | Alessio Maria Federici                              |                      | [ 88 ]                      |
| Nel mondo grande e terribile             | 2017               | Tatiana "Tania" Schucht           | Daniele Maggioni, Laura Perini, Maria Grazia Perria |                      | [ 89 ]                      |
| L' Accabadora                            | 2017               | Annettina mama                    | Enrico Pau                                          |                      | [ 90 ]                      |
| Seconda primavera                        | 2016               | Rosanna Salvago                   | Francesco Calogero                                  |                      | [ 91 ]                      |
| La dolce arte di esistere                | 2015               | Robertina mama                    | Pietro Reggiani                                     |                      | [ 92 ]                      |
| Felice                                   | 2015               | Felicejeva hči                    | Antonio Costa                                       | kratki film          | [ 93 ]                      |
| An Anarchist Life                        | 2014               | glas pripovedovalke               | Ivan Bormann, Fabio Toich                           |                      | [ 94 ]                      |
| Ritratto di un imprenditore di provincia | 2014               | Silvia Villa                      | Hermes Cavagnini                                    |                      | [ 95 ]                      |
| Istruzioni per l'uso                     | 2014               | N/A                               | Manuela Mancini                                     | kratki film          | [ 96 ]                      |
| La corsa                                 | 2014               | Eleni                             | Renzo Carbonera                                     | kratki film          | [ 97 ]                      |
| Ti ucciderò                              | 2014               | N/A                               | Francesco Cinquemani                                | kratki film          | [ 98 ]                      |
| La vita oscena                           | 2014               | N/A                               | Renato De Maria                                     |                      | [ 7 ] [ 99 ]                |
| Fuori mira                               | 2014               | prodajalka Tanja                  | Erik Bernasconi                                     |                      | [ 100 ]                     |
| My Name Is Ernest                        | 2014               | Adriana Ivancich                  | Emilio Briguglio                                    |                      | [ 101 ]                     |
| Se chiudo gli occhi non sono più qui     | 2014               | profesorica Giuliani              | Vittorio Moroni                                     |                      | [ 102 ]                     |
| Amori Elementari                         | 2014               | N/A                               | Sergio Basso                                        |                      | [ 103 ]                     |
| La grande bellezza (Neskončna lepota)    | 2013               | Talia Concept                     | Paolo Sorrentino                                    |                      | [ 104 ]                     |
| Non scomparire!                          | 2013               | N/A                               | Pietro Reggiani                                     |                      | [ 105 ]                     |
| Italian Movies                           | 2013               | Charlotte                         | Matteo Pellegrini                                   |                      | [ 106 ]                     |
| Svegliati                                | 2012               | Claudia                           | Duccio Giordano                                     | kratki film          | [ 107 ]                     |
| E la chiamano estate                     | 2012               | druga prostitutka                 | Paolo Franchi                                       |                      | [ 108 ]                     |
| Mancanza – Studio                        | 2011               | N/A                               | Stefano Odoardi                                     |                      | [ 109 ]                     |
| Ruggine                                  | 2011               | Sandrova mama                     | Daniele Gaglianone                                  |                      | [ 110 ]                     |
| Tutto bene                               | 2011               | Monica                            | Daniele Maggioni                                    |                      | [ 111 ]                     |
| I casi della vita                        | 2010               | N/A                               | Corso Salani                                        |                      | [ 112 ]                     |
| Eden                                     | 2009               | Giulia Moretti                    | Jonny Triviani                                      | segment Stray Hearts | [ 113 ]                     |
| Alza la testa                            | 2009               | Sonia                             | Alessandro Angelini                                 |                      | [ 114 ]                     |
| La prima linea                           | 2009               | grofica Marina Premoli            | Renato De Maria                                     |                      | [ 12 ]                      |
| Prehod                                   | 2009               | Rebecca                           | Boris Palčič                                        |                      | [ 115 ]                     |
| Segreti e sorelle                        | 2009               | Emilia                            | Francesco Jost                                      |                      | [ 116 ]                     |
| Principessa                              | 2009               | Luisa                             | Giorgio Arcelli                                     |                      | [ 117 ]                     |
| Mirna                                    | 2009               | Monicin glas                      | Corso Salani                                        |                      | [ 118 ]                     |
| L'amor cortese                           | 2008               | Gemma, pripadnica visoke družbe   | Claudio Camarca                                     |                      | [ 48 ] [ 119 ]              |
| Amore, bugie e calcetto                  | 2008               | N/A                               | Luca Lucini                                         |                      | [ 31 ]                      |
| Una bella bistecca (Piece of Steak)      | 2008               | N/A                               | Ulrik Bruel Gerber                                  | kratki film          | [ 120 ]                     |
| Dove ci porta la corrente                | 2007               | prostitutka Anna                  | Fabio Baccelliere                                   | kratki film          | [ 121 ]                     |
| Manuale d'amore 2                        | 2007               | nuna                              | Giovanni Veronesi                                   | prvi segment - Eros  | [ 122 ]                     |
| Come l'ombra                             | 2007               | Claudia                           | Marina Spada                                        |                      | [ 123 ]                     |
| Saimir                                   | 2005               | ukrajinska/ruska prostitutka Mira | Francesco Munzi                                     |                      | [ 43 ] [ 124 ] [ 3 ] [ 12 ] |

### Televizija
| Naslov                                                                | Leto predvajanja | Vloga                                                             | TV kanal                      | Režiser              | Opombe | Sklici                        |
| --------------------------------------------------------------------- | ---------------- | ----------------------------------------------------------------- | ----------------------------- | -------------------- | --- | ----------------------------- |
| Volevo fare la rockstar (Hotela sem postati rock zvezda)              | 2019             | N/A                                                               | RAI 2                         | Matteo Oleotto       | TV serija                                                                                                 | [ 125 ] [ 126 ]               |
| La porta rossa                                                        | 2019             | Lana Vesna, Filipova mama                                         | RAI 2                         | Carmine Elia         | TV serija, 2. sezona, 12 epizod po 50 minut oz. 6 večerov po 100 minut                                    | [ 125 ] [ 127 ]               |
| Romanzo Famigliare                                                    | 2018             | Natalia                                                           | RAI 1                         | Francesca Archibugi  | TV serija, 12 epizod                                                                                      | [ 128 ] [ 129 ]               |
| Donne                                                                 | 2016             | Jolanda                                                           | RAI 1                         | Emanuele Imbucci     | TV serija, 6. epizoda (kratki film) z naslovom Jolanda                                                    | [ 130 ]                       |
| God v Toskane (Eno leto v Toskani)                                    | 2015             | Chiara, "zlobna rdečelasa Italijanka", ki se ukvarja z umetninami | Россия-1 (Rusija 1)           | Andrey Selivanov     | TV serija, 16 epizod                                                                                      | [ 131 ] [ 12 ] [ 7 ] [ 37 ]   |
| The Place                                                             | 2012             | N/A                                                               | N/A                           | Francesco Cinquemani | Spletna TV serija                                                                                         | [ 132 ]                       |
| Ho sposato uno sbirro                                                 | 2008             | ukrajinska morilka, negovalka, varuška, služkinja                 | RAI 1                         | Carmine Elia         | TV serija, 1. sezona, 8. epizoda z naslovom Per un figlio                                                 | [ 31 ] [ 48 ] [ 125 ] [ 133 ] |
| Un caso di coscienza                                                  | 2008             | priseljenka iz Bosne                                              | RAI 1                         | Luigi Perelli        | TV serija, 3. sezona, ime epizode neznano; njen lik je žrtev etničnega čiščenja, ki po vojni živi v Trstu | [ 48 ] [ 31 ]                 |
| Il generale Dalla Chiesa                                              | 2007             | Luciana Donà, teroristka                                          | Canale 5                      | Giorgio Capitani     | miniserija v dveh delih; njen lik narejen po Margerithi "Mari" Cagol                                      | [ 48 ] [ 31 ] [ 134 ]         |
| Commissario Laurenti                                                  | 2007             | N/A                                                               | ARD                           | Hannu Salonen        | TV serija, 1 uro in pol dolga epizoda z naslovom Tod auf der Warteliste                                   | [ 31 ]                        |
| Jolido (Jo Lido)                                                      | 2006             | N/A                                                               | RSI Radiotelevisione svizzera | Francesco Jost       | kratki film                                                                                               | [ 135 ]                       |
| Papa Luciani - Il sorriso di Dio (Pope John Paul I: The Smile of God) | 2006             | N/A                                                               | RAI 1                         | Giorgio Capitani     | miniserija v dveh delih                                                                                   | [ 136 ] [ 137 ]               |

### Gledališče
| Naslov                             | Leto | Režiser            | Opombe | Sklici          |
| ---------------------------------- | ---- | ------------------ | --- | --------------- |
| Lieber Wolfi                       | 2006 | Diego De Brea      | z gojenci glasbene šole SCGV Emil Komel, v Kulturnem centru Lojze Bratuž v Gorici                                            | [ 138 ] [ 139 ] |
| Morte dell'aria                    | 2005 | G. Marini          | |                 |
| Zio Vanja (Striček Vanja)          | 2004 | Fortunato Cerlino  | produciral Giorgio Barberio Corsetti                                                                                         | [ 43 ]          |
| Piece of monologue                 | 1999 | Vassili. I. Skorik | gledališče Majakovski v Moskvi                                                                                               |                 |
| L'Orso                             | 1999 | Vassili. I. Skorik | Moskva |                 |
| Don Giovanni                       | 1998 | Vassili. I. Skorik | Moskva |                 |
| La scuola delle mogli              | 1998 | Vassili. I. Skorik | Moskva |                 |
| Aspettando Godot (Čakajoč Godota)  | 1998 | Vassili. I. Skorik | Moskva |                 |
| Le baccanti (Bakhantke)            | 1998 | Matthias Langhoff  | Ecole des Mâitres, gledališče Taganka v Moskvi                                                                               | [ 41 ] [ 3 ]    |
| Alla terra dove il vento urlò      | 1997 | B. De Meo          | |                 |
| Artaud                             | 1996 | M. Mozzato         | |                 |
| Arlecchino (Harlekin)              | 1996 | P. Costalunga      | |                 |
| Tamburi nella notte                | 1996 | V. Zernitz         | |                 |
| La Turandot                        | 1996 | B. Morassi         | |                 |
| Sogno di una notte di mezza estate | 1994 | B. De Meo          | |                 |
| Music and theatre on the road      | 1992 | J. M. Solt         | |                 |
| Questa nostra piccola città        | 1991 | Walter Mramor      | Our Town Thorntona Wilderja v priredbi Gianfranca Candie; izvedba: Artisti Associati di Gorizia - laboratorij Teatro-Giovani | [ 33 ]          |

- Vir tega seznama gledaliških predstav[60]

### Prevodi
- Brigitte Reimann, Franziska Linkerhand (Voland, zbirka Amazzoni, Rim, 2005), ISBN: 9788888700311